# Ring of Fire
„Ring of Fire“ je píseň ve stylu country, kterou zpopularizoval Johnny Cash v roce 1963. Coververzi „Je to zlé“ s českým textem Jiřího Grossmanna nazpíval Ladislav Vodička.

## Pozadí a autorství písně
Autorství písně není zcela jednoznačné. Za autorku bývá považována Cashova pozdější druhá žena June, která ji měla napsat spolu s Merlem Kilgorem. Píseň pak roku 1962 nahrála Anita Carterová, sestra June. V noci, poté co skladbu slyšel Johnny Cash, měl prý sen, ve kterém slyšel tuto píseň za doprovodu mexických rohů. Anitě vzkázal: „Dávám ti pět nebo šest měsíců, pokud do té doby neuděláš z písně hit, nahraji ji tak, jak ji cítím já.“ Nahrál ji v březnu roku 1963 a záhy se stala mezinárodním hitem.
Okolnosti vzniku písně ale zpochybnila Cashova tehdejší žena Vivian když ve své vzpomínkové
knize I Walked the Line: My Life with Johnny (česky I Walked the Line: Můj život s Johnnym) napsala: „Do dneška mě přivádí do úžasu pečlivě připravený příběh, který June o psaní té písně pro Johnnyho na potkání vykládala. Ona ji nesložila o nic víc než já. Je to směšné. Pravda je, že tu písničku Johnny napsal pod vlivem prášků a alkoholu o jisté privátní části ženského těla.“

## Coververze
| Rok  | Umělec                                        | Album                                             |
| ---- | --------------------------------------------- | ------------------------------------------------- |
| 1963 | Johnny Cash                                   | Ring of Fire: The Best of Johnny Cash             |
| 1964 | Roy Drusky                                    | Pick of the Country                               |
| 1964 | Kitty Wells                                   | Especially for You                                |
| 1965 | The Carter Family                             | Best of the Carter Family                         |
| 1966 | Dave Dudley                                   | Free and Easy                                     |
| 1967 | Tom Jones                                     | Green, Green Grass of Home                        |
| 1968 | Eric Burdon                                   | Love Is                                           |
| 1969 | Lynn Anderson                                 | Big Girls Don't Cry                               |
| 1969 | Tommy Cash                                    | Your Lovin' Takes the Leavin' Out of Me           |
| 1969 | Country Joe McDonald                          | Tonight I'm Singing Just for You                  |
| 1970 | Ladislav Vodička & Country Beat Jiřího Brabce |                                                   |
| 1970 | The Willis Brothers                           | Best of the Willis Brothers                       |
| 1970 | Hank Williams, Jr.                            | Great Hits of Johnny Cash                         |
| 1970 | Ray Charles                                   | Complete Country & Western Recordings (1959-1986) |
| 197? | King Tubby (Jamaican Dub Pioneer)             | Crucial Dub (1986)                                |
| 1971 | The Buckaroos                                 | Play the Hits                                     |
| 1972 | Earl Scruggs, Linda Ronstadt                  | I Saw the Light with Some Help from My Friends    |
| 1974 | The Eric Burdon Band                          | Sun Secrets                                       |
| 1977 | Olivia Newton-Johnová                         | Making a Good Thing Better                        |
| 1980 | Blondie                                       | Roadie                                            |
| 1980 | Carlene Carter                                | Musical Shapes                                    |
| 1980 | Wall of Voodoo                                | Wall of Voodoo EP                                 |
| 1985 | Sleepy LaBeef                                 | Nothin' but the Truth                             |
| 1986 | Dwight Yoakam                                 | Guitars, Cadillacs, Etc., Etc.                    |
| 1990 | The Bobs                                      | Sing the Songs of...                              |
| 1990 | Brian Eno                                     | singl                                             |
| 1990 | Social Distortion                             | Social Distortion                                 |
| 1991 | Frank Zappa                                   | The Best Band You Never Heard in Your Life        |
| 1992 | The McPeak Brothers                           | Classic Bluegrass                                 |
| 1992 | Paul Lloyd Warner                             | Mountains                                         |
| 1993 | Doyle-Whiting Band                            | Buried Bones                                      |
| 1994 | Mark Collie                                   | Unleashed                                         |
| 1994 | Ed Kuepper                                    | Character Assassination                           |
| 1994 | Dick Dale                                     | Unknown Territory                                 |
| 1994 | Dan Lund                                      | Wood & Steel                                      |
| 1995 | Martin Belmont                                | Big Guitar                                        |
| 1995 | Stop                                          | Never                                             |
| 1996 | Bob Dylan                                     | Feeling Minnesota (soundtrack)                    |
| 1996 | Bhundu Boys & Hank Wangford                   | Friends on the Road                               |
| 1996 | The Vinaigrettes                              | Gross Negligee                                    |
| 1997 | Cable                                         | Freeze the Atlantic                               |
| 1997 | The Levellers                                 | Celebrate                                         |
| 1997 | Mark A. Humphrey                              | Burning Love                                      |
| 1998 | David Allan Coe                               | Johnny Cash is a Friend of Mine                   |
| 1998 | Grace Jones                                   | Private Life: The Compass Point Sessions          |
| 1998 | Willie Evans                                  | Willie Evans Trio                                 |
| 1998 | Earls of Suave                                | Basement Bar at the Heartbreak Hotel              |
| 1998 | Jim Sundquest                                 | Big Requests                                      |
| 1999 | June Carter Cash                              | Press On                                          |
| 1999 | The Caravans                                  | Saturday Nite's Alright                           |
| 1999 | The Earls of Suave                            |                                                   |
| 2000 | Henry Boy                                     | Americana: Tribute to Johnny Cash                 |
| 2000 | The Mighty Echoes                             | A Capella Doo Wop                                 |
| 2000 | Slim Whitman                                  | Get Rhythm: A Tribute to the Man in Black         |
| 2000 | H-Blockx feat. Dr. Ring Ding                  | Get in the Ring                                   |
| 2001 | The Du-Tels                                   | No Knowledge of Music Required                    |
| 2001 | Three Bean Salad                              | Shut Up and Eat Your Beans                        |
| 2001 | Mingo Saldivar                                | American Roots Music                              |
| 2001 | Earl Scruggs & Billy Bob Thornton             | Oxford American CD # 5 (Southern Music)           |
| 2002 | Billy Burnette                                | Dressed in Black: A Tribute to Johnny Cash        |
| 2002 | Latz                                          | Twinnings                                         |
| 2002 | The String Cheese Incident                    | On the Road                                       |
| 2002 | David Edwards                                 | Do Wah Diddy (bonus track)                        |
| 2003 | This Kid Named Miles                          | Rewind! 3                                         |
| 2003 | James Carr                                    | A Man Needs a Woman (Bonus Tracks)                |
| 2003 | Michel Montecrossa                            | Country Heroes                                    |
| 2005 | Coldplay                                      |                                                   |
| 2005 | The Regulars                                  | Vegas                                             |
| 2005 | Joaquin Phoenix                               | Walk the Line (soundtrack)                        |
| 2005 | Joe Rohan                                     | These Days                                        |
| 2006 | Dario G                                       |                                                   |
| 2006 | Leningrad Cowboys                             | Zombie's Paradise                                 |
| 2007 | Lucy Kaplansky                                | Over the Hills                                    |
| 2007 | Dilana                                        |                                                   |
| 2007 | George Canyon                                 | Classics                                          |
| 2007 | Art Paul Schlosser and Robin Good             | Our Tribute To Shari Elf                          |
| 2007 | Maleńczuk & Waglewski                         | Koledzy                                           |
| 2008 | Allison Moorer                                | Mockingbird                                       |
| 2008 | Bowling for Soup                              | Live and Very Attractive                          |
| 2008 | Roch Voisine                                  | Americana                                         |
| 2008 | DiscoBalls                                    | DiscoVery Channel                                 |
| 2009 | Enemy Logic                                   | Bones As Armour                                   |
| 2012 | Violence Station                              | Ring Of Fire                                      |
| 2014 | DragonForce                                   | Maximum Overload                                  |